# Luíza Sumiko Kinoshita-Gouvêa
Luíza Sumiko Kinoshita-Gouvêa (1947) es una botánica brasileña, que ocupa una posición de investigadora profesora titular de Botánica de la Universidad Estatal de Campinas.
Ha colaborado con la edición de Flora Fanerogâmica do Estado de São Paulo, Brasil.
Es una especialista en la taxonomía y biología en ericáceas.

## Algunas publicaciones

### Libros
- WANDERLEY, M.G.L., SHEPHERD, G.J., MARTINS, S.E., ESTRADA, T.E.M.D., ROMANINI, R.P., KOCH, I., PIRANI, J.R., MELHEM, T.S., HARLEY, A.M.G., KINOSHITA, L.S., MAGENTA, M.A.G., WAGNER, H.M.L., BARROS, F., LOHMANN, L.G., AMARAL, M.C.E., CORDEIRO, I., ARAGAKI, S., BIANCHINI, R.S. & ESTEVES, G.L. 2011. Checklist of Spermatophyta of the São Paulo State, Brazil. Biota Neotrop. 11 (1a): 1-198 Descripción del proyecto (enlace roto disponible en Internet Archive; véase el historial, la primera versión y la última). en línea

### Capítulos de libros
- 2006. Ericaceae. Checklist das plantas do Nordeste Brasileiro: angiospermas e gymnospermas. M.R.V.Barbosa. Associação Plantas do Nordeste, Conselho Nacional de Desenvolvimento Científico e Tecnológico, Royal Botanic Gardens, Kew. Ed. Ministério de ciência e tecnologia, 143 pp.

## Reconocimientos
- Editora asociada del Boletín del Museo Paraense Emílio Goeldi, de Ciencias naturales[8]

## Eponimia
- (Ericaceae) Gaylussacia luizae Romão & V.C.Souza[9]
- (Monimiaceae)  Mollinedia luizae Peixoto[10][11]